# Kauza rudých trenýrek
Kauza rudých trenýrek, také nazývána jako prezidentovo špinavé prádlo, byla recesistickým projektem trojice výtvarníků, Davida Honse (uměleckým jménem Roman Týc), Filipa Crháka a Matěje Hájka, hlásící se k diverzně umělecké skupině Ztohoven. Umělci v září 2015 vylezli na střechu Pražského hradu, kde ze stožáru sundali standartu prezidenta republiky a místo ní pověsili obří rudé trenýrky, aby tak vyjádřili nespokojenost s vládou prezidenta Miloše Zemana. Ředitel ochranné služby a velitel Hradní stráže byli odvoláni, jelikož nedokázali činu zabránit.
Představitelé Hradu požadovali pro výtržníky přísné tresty, jednak za poničení střechy, standarty, kterou následně rozstříhali a prodali náhodně vybraným lidem v rámci decentralizace moci, ale také za morální úhonu a hanobení hlavy státu. Soudkyně jim ale nevyhověla s argumentem, že standarta byla opotřebená povětrnostními vlivy a požadovanou částku 33 tisíc označila, jako přehnanou. Zamítla i návrh na udělení peněžitého trestu, přičemž poukázala na svobodu projevu, kterou zaručuje Listina základních práv a svobod.
Soudní spor trval dva roky. Výtvarník Filip Crhák se nedožil jejího konce, když zemřel při nehodě na motocyklu.

## Pálení trenýrek
Rudé trenýrky po sejmutí přešly na Úřad pro zastupování státu ve věcech majetkových, po čase je úřad prezidenta odkoupil za 1 Kč, aby je pak prezident Miloš Zeman, který členy skupiny Ztohoven označil za “blbečky”, slavnostně spálil.
Tím to však neskončilo, pálením rudých trenýrek se začala zabývat inspekce pro kontrolu znečištění ovzduší, poté, co obdržela anonymní udání. Jelikož prezident porušil zákon o ovzduší, který mimo jiné uvádí, že fyzická osoba se dopustí přestupku, pokud v otevřeném ohništi spálí jiné materiály, než suché rostlinné materiály neznečištěné chemickými látkami. Prezident nakonec vyvázl jen s napomenutím, což je spodní hranice trestu.